# Chicken Invaders
Chicken Invaders је пародија игре Space Invaders. Студио Интерекшн је произвођач ове популарне видео игре.

## Игре

### 
је једноставна игра и може је играти једно до два играча. Сваки ниво садржи се од десет таласа. Таласи су следећи:
- Талас 1 и 2:
- Талас 3:
- Талас 4 и 5:
- Талас 6:
- Талас 7:
- Талас 8:
- Талас 9:
- Талас 10:

Све кокошке бацају јаја која могу уништити играчеву летелицу. Оружја могу имати од 1 до 8 нивоа јачине.
Chicken Invaders 2 се такође може играти у два или један играч. У овој игри има 110 таласа (укључујући додатних 10), 10 таласа у сваком нивоу (има 11 нивоа).
По редоследу се иде с планете до планете након сваког нивоа овако:
- 1. Плутон
- 2. Нептун
- 3. Уран
- 4. Сатурн
- 5. Јупитер
- 6. Астероидни појас
- 7. Марс
- 8. Земља
- 9. Венера
- 10. Меркур
- 11. Сунце

Инвадерс пилетина 3 је слична друго издање (са највише 4 играча). Она има 120 корака, 10 корака од 12 система у галаксији. Постоји 30 јединствених бонуса. Оружје има 11 нивоа снаге, а тајни ниво 12, која се може постићи само кроз стицање додатних 9 појачања након достизања "са почетком у 11° (20°).
Инвадерс пилетина 4 је нова и, у време последње епизоде у сагу о Цхицкен Инвадерс. Игре остаје у основи исти као и треће поглавље, са изузетком две функције: 1) мултискрол (акција није увек нужно одоздо нагоре, али такође може да промени скроловање са стране или бочно) и 2) игра само у другом поглављу са другог брода (на челу са рачунар) који изгледа да је неовлашћено копирање Миллениум Фалцон из Ратова звезда.

## Захтевност

### 
- Оперативни систем:
- Процесор: Pentium 166 MHz
- Меморија: 32 MB RAM
- DirectX 7.0

- Оперативни систем:
- Supports U3 devices
- Процесор: Pentium 166MHz
- Меморија: 32MB RAM
- DirectX 7.0

- Оперативни систем:
- Supports U3 devices
- Процесор: Pentium 522MHz
- Меморија: 128MB RAM
- DirectX 7.0

- Оперативни систем:
- Supports U3 devices
- Процесор: Pentium or Celeron, at least 600MHz
- Меморија: 256MB RAM
- DirectX 8.0

- Оперативни систем:
- Supports U3 devices
- Процесор: Pentium 4 Single Core with atleast 1.3GHz
- Меморија: 1GB RAM (Recommened, Minimum: 512MB)
- DirectX 8.0

- Оперативни систем:
- Процесор: At least processor with dual core 1.7GHz (But its still unknown)
- Меморија: 2000MB RAM
- DirectX 8.0